# Forn de vidre de Vallfornès
El forn de vidre de Vallfornès és una obra de Tagamanent (Vallès Oriental) inclosa a l'Inventari del Patrimoni Arquitectònic de Catalunya.

## Descripció
Es tracta d'un forn de vidre situat dins del Parc Natural del Montseny. L'edifici només conserva les parets mestres i es troba molt cobert per la vegetació. L'accés és per pista. S'ha d'accedir al final de la cua de l'embassament de Vallfornès, seguir per la pista principal i girar a l'esquerra a la primera bifurcació que trobem. Llavors es creua el rierol, girar a la dreta i poc després a la nostra dreta queda el forn.